# Wamberto
Surnommé "Wambi", Wamberto de Sousa Campos est né le 13 décembre 1974 au Brésil.
Il a commencé sa carrière de footballeur professionnel en 1991, à Seraing, où il évoluera pendant cinq ans en compagnie de son compatriote Edmilson. Il sera alors transféré au Standard de Liège où il jouera jusqu'en 1998. Il quittera la Belgique pour se rendre aux Pays-Bas pour le compte de l'Ajax Amsterdam, jusqu'en 2004. Il retournera alors en Belgique, à Mons, durant le mercato d'hiver de la saison 2004-2005. Il reviendra au Standard à la fin de la saison.
Il portait au Standard de Liège le numéro 8.
En 2009-2010, à plus de 35 ans, "Wambi" effectua encore une "pige" au KFCO Wilrijk, un club de la banlieue anversoise, qui évoluait à l'époque en Promotion (D4 belge).
Il mesure 1,68 m et pèse 67 kg.

## En club
| Saison    | Club              | Pays     |
| 1991-1996 | RFC Seraing       | Belgique |
| 1996-1998 | Standard de Liège | Belgique |
| 1998-2004 | Ajax Amsterdam    | Pays-Bas |
| 2004-2005 | RAEC Mons         | Belgique |
| 2005-2006 | Standard de Liège | Belgique |
| 2006-2007 | RAEC Mons         | Belgique |
| 2007-2008 | FC Omniworld      | Pays-Bas |
| 2009-2010 | K. FCO Wilrijk    | Belgique |